# Menen
Menen (früher Meenen geschrieben; französisch: Menin) ist eine belgische Stadt in der Provinz Westflandern, unmittelbar an der französischen Grenze gelegen. Die Stadt hat 34.417 Einwohner (Stand 1. Januar 2024) auf einer Fläche von 33,07 km². Neben der Kernstadt gehören auch die Ortsteile Lauwe und Rekkem zum Stadtgebiet.
Menen grenzt an die französische Kleinstadt Halluin, deren Hauptstraße Rue de Lille die Hauptstraße von Menin Rijselstraat verlängert, und ist Teil der Eurometropool Lille-Kortrijk-Tournai.

## Politik

### Stadtrat
- Vooruit: 0
- Groen: 1
- VLD – Voor: 11
- CD&V: 7
- N-VA: 7
- VB: 5

Nach der Wahl kam ´es zu einer Koalition aus VLD – Vooruit und CD&V. 
 Zusammen kommen sie auf 18 der 31 Sitze.
- Vooruit: 30
- Vooruit – Gr: 8
- Groen: 3
- VLD – Voor: 11
- Open VLD: 24
- CD&V: 33
- CDV/NVA: 7
- N-VA: 17
- VB: 15
- Sonst.: 7

- CD&V: 33
- Vooruit: 30
- Open VLD: 24
- N-VA: 17
- VB: 15
- VLD – Voor: 11
- Vooruit – Gr: 8
- CDV/NVA: 7
- Sonst.: 7
- Groen: 3

## Geschichte
Menen wird erstmals im Jahr 1087 genannt. Im 14. und 15. Jahrhundert führte die Textilherstellung zu schnellem Wachstum. Im 16. Jahrhundert machte das Bier Menen berühmt; 1520 besaß die Stadt 104 Braumeister.
Bis 1578 blieb Menen eine offene Stadt. Später wurden zunächst Erdwälle angelegt. Von 1679 bis 1689 wurde die Stadt ummauert; es wurden 1745 geschleifte Bastionen vom französischen Festungsbaumeister Sébastien Le Prestre de Vauban im Zug der Anlage des Pré carré angelegt. Die Kämpfe um den im 17. und 18. Jahrhundert strategisch wichtigen Ort richteten erheblichen Schaden an. Zwischen 1579 und 1830 wurde die Festung 22 mal belagert, meist von französischen Truppen. Mehrfach wurde das zunächst zu den Spanischen Niederlanden und ab 1714 zu den Österreichischen Niederlanden gehörende Menen französisch besetzt. Die unter der Bezeichnung Barrieretraktat bekannten Verträge sicherten der Republik der Sieben Vereinigten Provinzen im 18. Jahrhundert ein Besatzungsrecht zu, das 1782 endete. Ab 1817 wurden die Festungsanlagen vom Vereinigten Königreich der Niederlande erneuert. Die endgültige Schleifung erfolgte 1853.
Um die Wende vom 19. zum 20. Jahrhundert wuchs die Bevölkerung durch Grenzarbeiter stark an, die vom nordfranzösischen Industriegebiet angezogen wurden.

## Sehenswürdigkeiten
Architektonisch bemerkenswert ist das klassizistische Rathaus (stadhuis) aus dem Jahr 1782 mit dem historischen Glockenturm (belfort). Im Haus des ehemaligen Militärgouverneurs aus dem Jahr 1684 befindet sich das Sint-Aloysiuscollege. Ab 1454 wurde die Sint-Vedastuskerk errichtet, die 1801 einstürzte und ab 1806 durch einen neoklassizistischen Bau ersetzt wurde. Teile des Sint-Jorishospitaals gehen auf das 17. Jahrhundert zurück. Zu nennen sind noch die klassizistische Sint-Franciskuskerk und die Sint-Vedastuskerk.
Am nordöstlichen Stadtrand liegt der deutsche Soldatenfriedhof Menen. Hier ruhen 47.864 Gefallene des Ersten Weltkrieges.

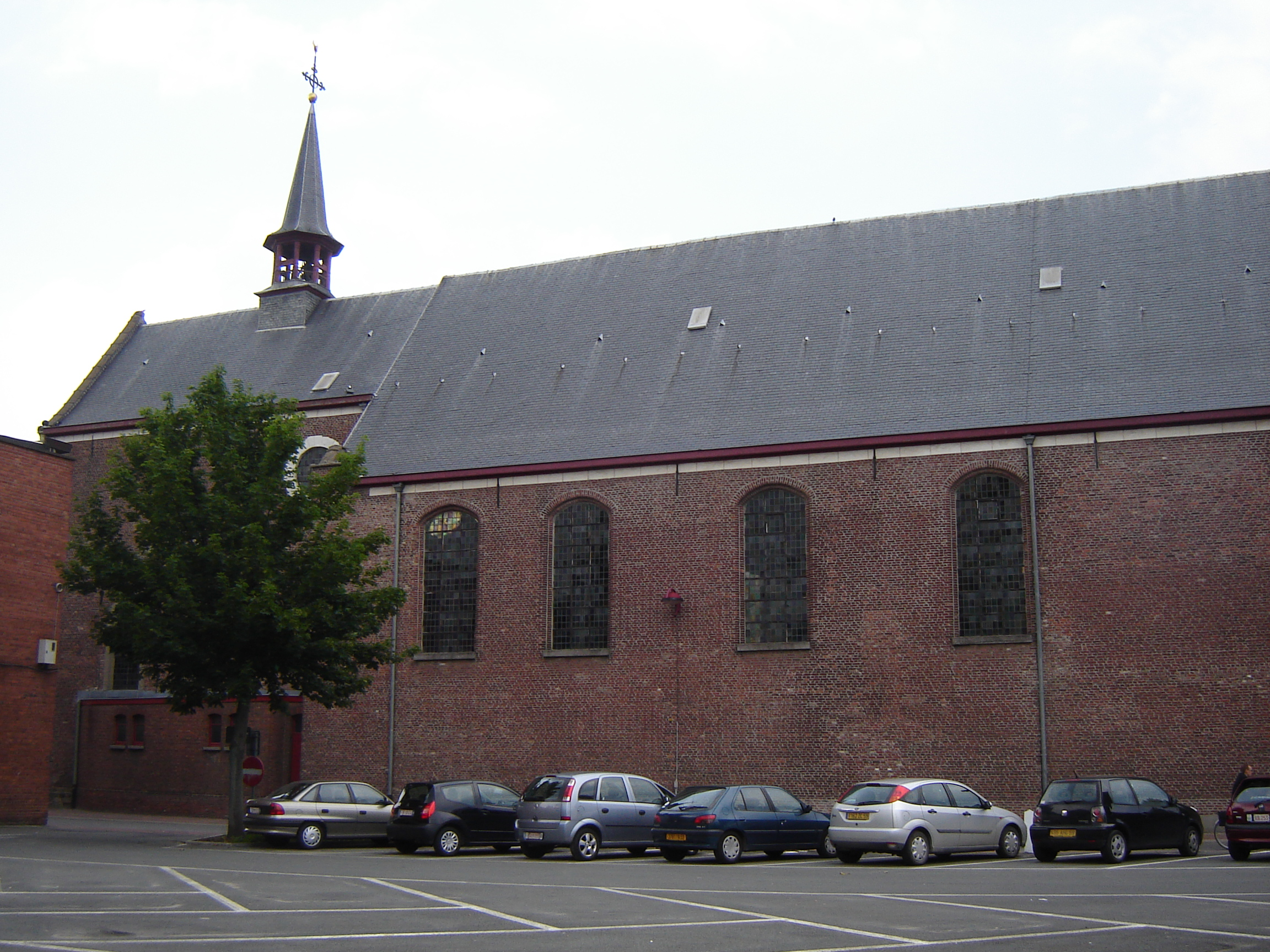
Sint-Franciskuskerk
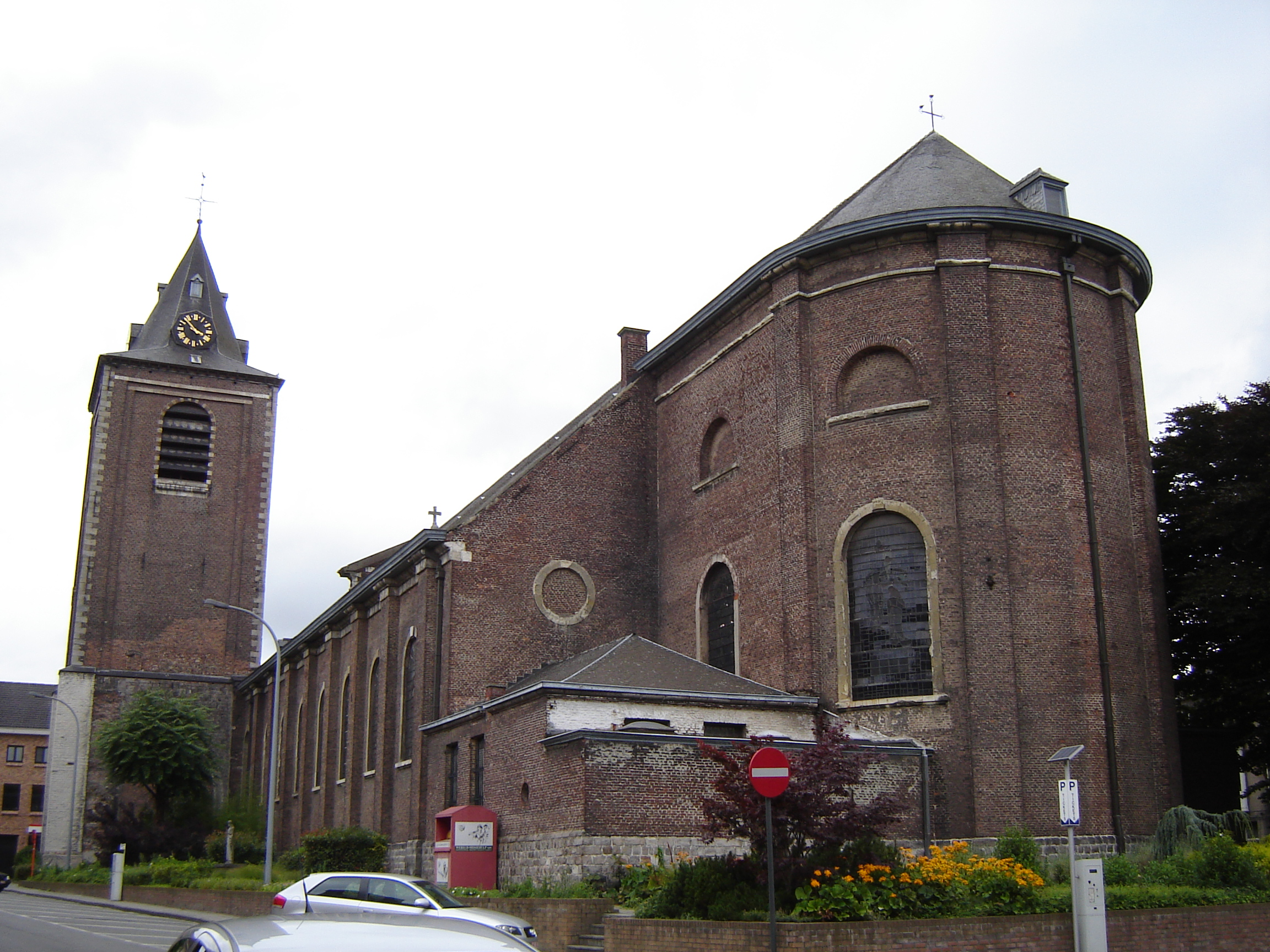
Sint-Vedastuskerk
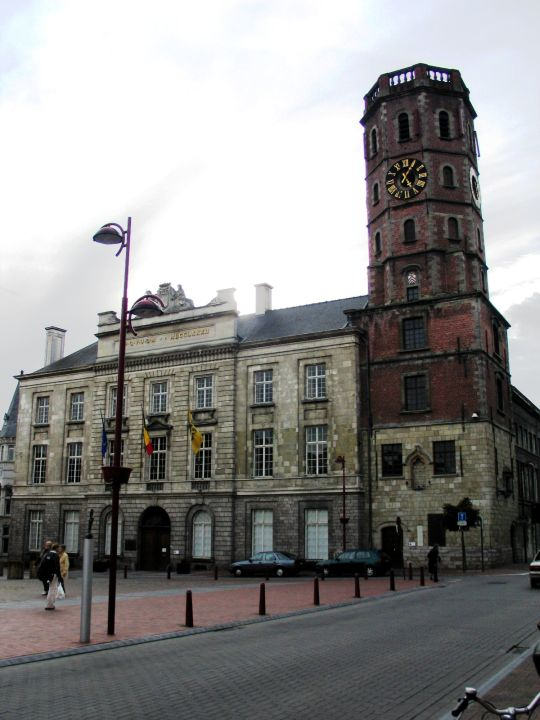
Rathaus mit Belfort
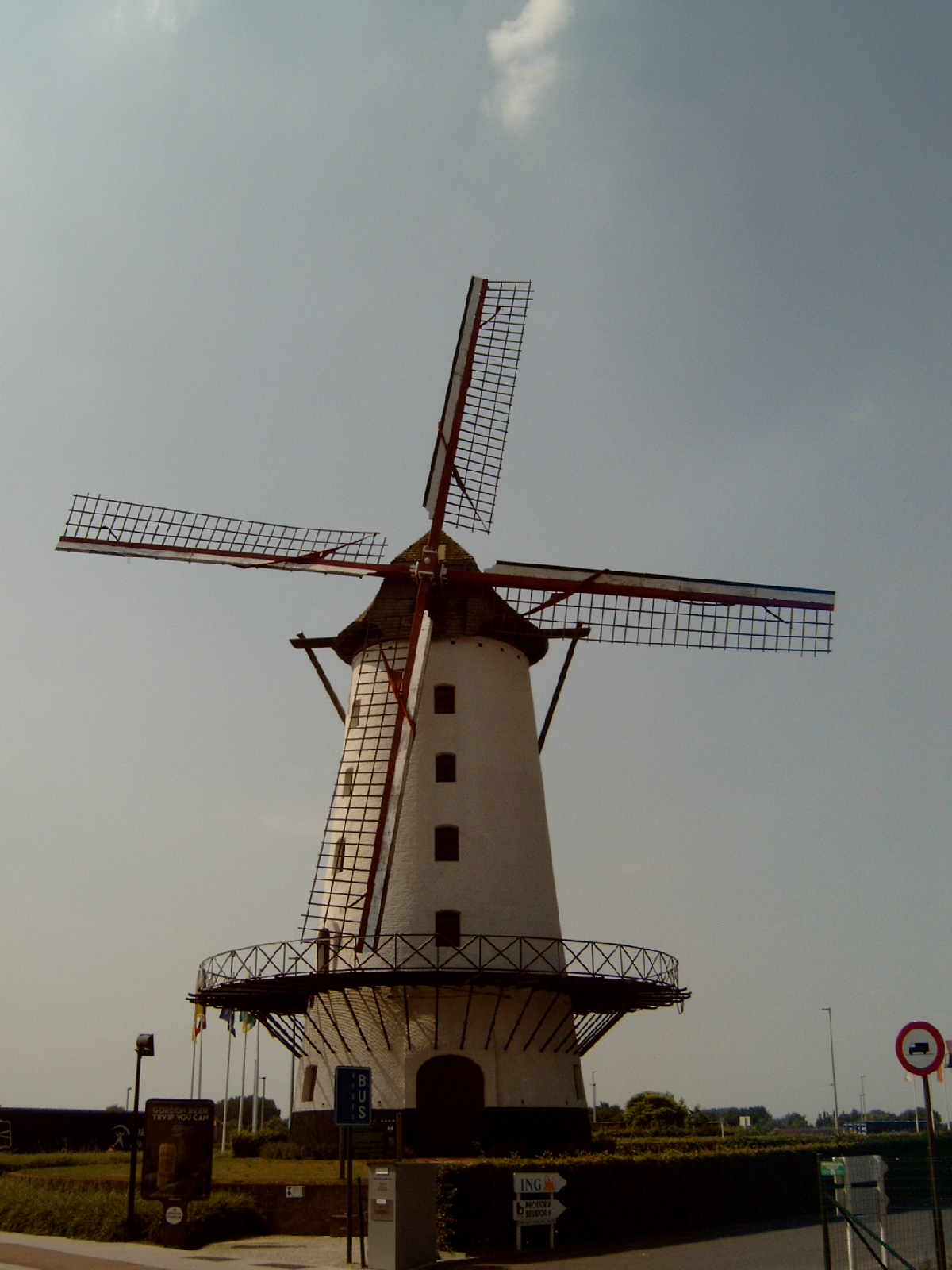
Mühle: de Goede Hoop

## Persönlichkeiten
- Jan Andries Vander Mersch (1734–1792), Anführer der Brabanter Patrioten in der Brabanter Revolution 1789
- Yvonne Serruys (1873–1953), belgisch-französische Bildhauerin, Malerin, Modelleurin, Glaskünstlerin und Autorin
- Paul Deman (1889–1961), Radrennfahrer
- Yves Chauvin (1930–2015), französischer Chemiker, Nobelpreisträger 2005
- Erik Vanmarcke (1941–2025), Ingenieur
- Bernard Lietaer (1942–2019), Finanzexperte
- Sabine Van Huffel (* 1958), Mathematikerin, Informatikerin und Hochschullehrerin
- Ingeborg Sergeant (* 1966), Sängerin und Fernsehmoderatorin
- Arthur Van Overberghe (* 1990), Radrennfahrer
- Louis Verhelst (* 1990), Radrennfahrer
- Sam Bennett (* 1990), irischer Radrennfahrer
- Jonathan Breyne (* 1991), Radrennfahrer
- Margot Vanpachtenbeke (* 1999), Radrennfahrerin